# Caim (estado)
Caim (em birmanês: Kayin) é um estado da Birmânia (ou Mianmar), cuja capital é Hpa-An. Segundo censo de 2019, havia 1 605 697 habitantes.